# قداويات
القداويات أو الإسقلبيناويات (الاسم العلمي: Cottoidei) هي رتيبة من الأسماك تتبع طائفة الأسماك العظمية من شعبة الحبليات.
تم إكتشاف القداويات -لأول مرة- من قبل عالم الحيوان السويسري الأمريكي لويس أغاسيز في عام 1835م.